# Shūsaku Arakawa

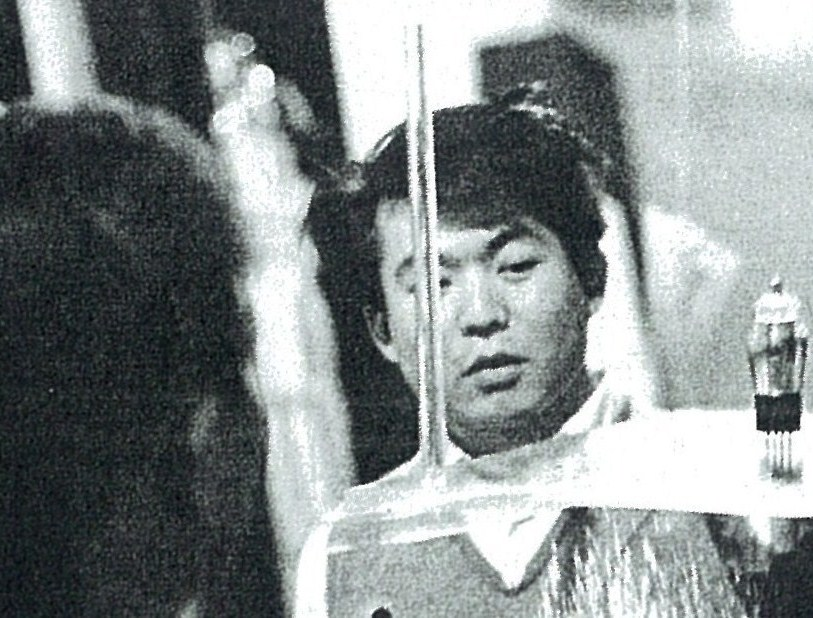
Shūsaku Arakawa (1963)

Shūsaku Arakawa (japanisch 荒川 修作, Arakawa Shūsaku; * 6. Juli 1936 in Nagoya, Japan; † 18. Mai 2010 in New York City) war ein japanischer Maler, Grafiker und Architekt.

## Leben und Werk
Shūsaku Arakawa studierte Mathematik und Medizin an der Universität Tokio und danach Kunst an der Kunsthochschule Musashino. Zunächst arbeitete er als Künstler mit abstrakten Druckgrafiken, auch im Dada-Stil. Er lebte seit 1961 in New York City.
Arakawa begann 1962 mit seinem unverkennbaren individuellen Stil, indem er zeichnerische, malerische und konstruktive Elemente auf Papier oder Leinwand zu bildnerischen Diagrammen gestaltete. Er arbeitete seit 1963 mit seiner Partnerin Madeline Gins (1941–2014) zusammen. Gemeinsam gründeten sie die Architectural Body Research Foundation. Bereits in den Jahren 1964 bis 1966 präsentierte Alfred Schmela in seiner Düsseldorfer Galerie Werke von Arakawa unter dem Titel Diagramme. Im Jahr 1968 war er mit Grafiken Teilnehmer der 4. documenta in Kassel. Im gleichen Jahr zeigte die Mannheimer Galerie Lauter einen umfassenden Überblick seiner Bilder und Zeichnungen. Seine Werke wurden 1970 auf der Biennale von Venedig gezeigt und im Jahr 1977 war er auf der Documenta 6 als teilnehmender Künstler vertreten. 1978 fand eine umfangreiche Präsentation seiner Werke im Stedelijk Museum in Amsterdam statt. In den Jahren 1981–1982 kuratierte Armin Zweite eine retrospektive Ausstellung des Künstlers für die Kestner-Gesellschaft Hannover und die Städtische Galerie im Lenbachhaus, München.
Arakawa entwarf mit seiner Partnerin bekannte Wohnhäuser (Reversible-Destiny-Häuser; das Bioscleave House in East Hampton; das 志段味循環型モデル住宅 Shidami Junkan-gata Moderu Jūtaku, englisch Shidami Resource Recycling Model House, in Nagoya) und Parks (養老天命反転地 Yōrō Tenmei Hanten-chi, englisch Site of Reversible Destiny, in Yōrō). Sie entwickelten eine eigene Theorie mit umgesetzter Praxis über die Beziehung des Menschen zu seiner äußeren Welt, ausgearbeitet am in ihrem Buch Architectural Body. Arakawa und Gins sind, zusammen und getrennt, die Autoren von zahlreichen Büchern und Ausstellungskatalogen.